# Nicolas Joseph Hervez de Chegoin
Nicolas Joseph Hervez de Chegoin, né le 6 janvier 1791 à Entrains-sur-Nohain et mort le 18 mars 1877 à Paris, est un médecin français.

## Biographie
Après des études de médecine, il obtient son diplôme à Paris le 5 novembre 1816 avec une thèse sur l'hydrocèle de la tunique vaginale, puis devient chirurgien de l'infirmerie Marie-Thérèse.
Il est ensuite médecin à la Maison royale de Santé et chirurgien-consultant du roi Louis-Philippe.
Il est élu membre de l'Académie de Médecine le 3 juin 1823.
En 1843, il décrit le rhumatisme cérébral,  devenue ensuite la méningite rhumatismale, entité nosologique mal définie.
À son décès, il était membre de l'Académie de Médecine et de la Société de chirurgie, ancien médecin consultant du Roi et officier de la Légion d'honneur.

## Publications
- Remarques sur la disposition anatomique des polypes de la matrice (1826).
- Recherches sur les causes et le traitement du bégaiement (1830).
- Sur les polypes du rectum (1843).

## Sources
- Pierre Larousse, "Grand dictionnaire universel du XIXe siècle : français, historique, géographique, mythologique, bibliographique.... T. 9", 1866-1877
- Dossier de Légion d'honneur du docteur de Chegoin.